# Distretto di Yalova
Il distretto di Yalova costituisce il distretto centrale della provincia di Yalova, in Turchia.

## Geografia fisica
Il distretto si trova lungo la costa del mar di Marmara. Confina con i distretti di Çiftlikköy, Orhangazi, Gemlik e Termal.

## Amministrazioni
Al distretto appartengono 2 comuni e 11 villaggi.

### Comuni
- Yalova (centro)
- Kadıköy

### Villaggi
| - Elmalık - Esadiye - Güneyköy - Hacımehmet - Kazımiye - Kirazlı | - Kurtköy - Safran - Samanlı - Soğucak - Sugören |